# Daniel Larsson (Dartspieler)
Daniel Larsson (* 9. Juni 1981 in Uppsala) ist ein schwedischer Dartspieler.

## Karriere
Daniel Larsson begann seine Karriere als Dartspieler bei der World Darts Federation. 2009 gab er sein Debüt bei der BDO World Darts Championship, wo er jedoch Tony O’Shea unterlag. Beim WDF World Cup 2011 stand er im Doppelfinale und erreichte im Einzel das Viertelfinale. 2014 konnte Larrson mit einem Sieg im Finale über Marko Kantele aus Finnland den Nordic Cup gewinnen. Am Ende des Jahres konnte sich der Schwede mit Siegen über John Michael und Darius Labanauskas beim World Masters 2014 bis ins Achtelfinale vorspielen, wo er Scott Mitchell unterlag, sich dennoch für seine zweite BDO-Weltmeisterschaft qualifizieren konnte. Jedoch schied er auch dieses Mal in der ersten Runde aus. 2015 gewann er die Finnish Open und vertrat, wie in den zwei Folgejahren, mit Magnus Caris Schweden beim World Cup of Darts. 2017 gewann er das Finnish Masters und konnte sich für das German Darts Masters sowie den German Darts Grand Prix qualifizieren. Beim World Cup of Darts 2018 trat Larsson erstmals mit Dennis Nilsson für Schweden an, das Duo unterlag jedoch in der ersten Runde den beiden Deutschen Max Hopp und Martin Schindler. Bei den erstmals ausgetragenen Swedish Gents Classics sicherte sich Larsson den Turniersieg und konnte sich über die Nordic & Baltic Tour erstmals für die PDC-Weltmeisterschaft 2019 qualifizieren. Bei seinem Debüt besiegte er in der ersten Runde den Schotten Robert Thornton, ehe er in der zweiten Runde gegen Kim Huybrechts kein Leg gewann und somit aus dem Turnier ausschied. 2019 folgten weitere Teilnahmen an Turnieren auf der European Darts Tour. Anfang 2020 konnte sich der Schwede eine Tourkarte erspielen und schaffte bei seinem vierten Event auf der PDC Pro Tour den Einzug ins Achtelfinale. Zudem erreichte Larsson bei den UK Open 2020 die zweite Runde. Bei der PDC Home Tour gewann er den 23. Abend. Als Erstplatzierter der Nordic & Baltic Tour Order of Merit konnte sich der Schwede vorzeitig für seine zweite Teilnahme an den PDC World Darts Championship 2021 sichern. Dort unterlag er in der ersten Runde dem Iren Steve Lennon mit 1:3.

## Weltmeisterschaftsresultate

### BDO
- 2009: 1. Runde (0:3-Niederlage gegen  Tony O’Shea)
- 2015: 1. Runde (2:3-Niederlage gegen  Alan Norris)

### PDC
- 2019: 2. Runde (0:3-Niederlage gegen  Kim Huybrechts)
- 2021: 1. Runde (1:3-Niederlage gegen  Steve Lennon)
- 2022: 1. Runde (0:3-Niederlage gegen  Jason Lowe)
- 2023: 1. Runde (0:3-Niederlage gegen  Adrian Lewis)